# Тед Шоун

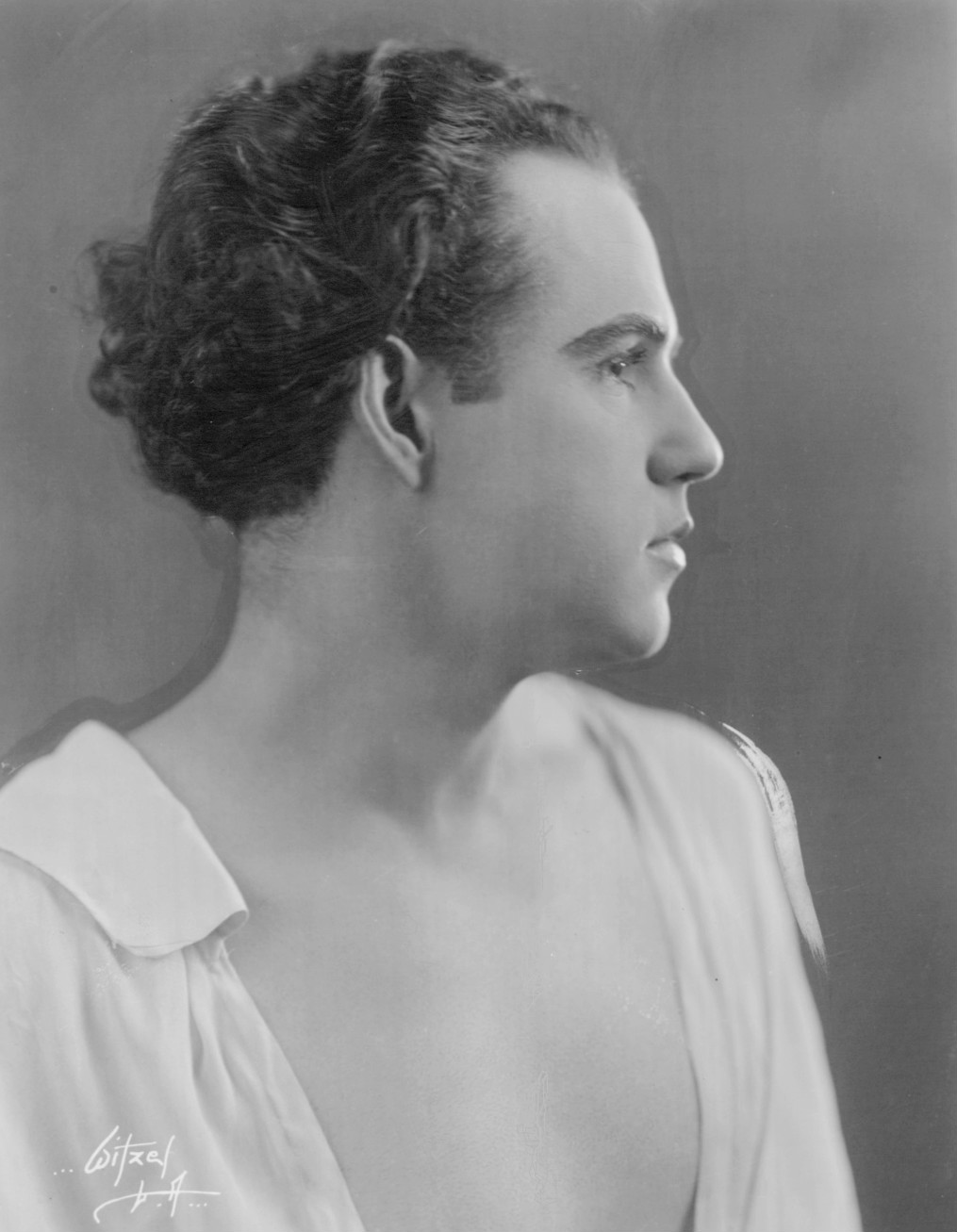
Тед Шоун в 1921 году

Тед Шоун (Шон; Ted Shawn; 21 октября 1891 Канзас-Сити, Миссури — 9 января 1972; настоящее имя Эдвин Майерс Шоун) — американский артист балета, педагог, балетмейстер. Один из основателей американского танца-модерн. Совместно со своей женой Рут Сен-Ден в 1915 году основал школу танцев и смежных искусств в Лос-Анджелесе. Так же является создателем известной мужской труппы Ted Shawn and His Men Dancers. Благодаря его новаторскими идеями он был одним из самых влиятельных хореографов и танцоров своего времени. Он также был основателем и создателем фестиваля Jacob’s Pillow (Джейкобс-Пиллоу) в Массачусетсе и «был посвящён в рыцари королем Дании за его заслуги от имени Датского королевского балета».

## Ранние годы и создание Денишоун
Родился в Канзас-Сити, штат Миссури, 21 октября 1891 года. В 1912 году окончил Денверский университет. В возрасте 19 лет во время учёбы в университете он заболел дифтерией, что вызвало у него временный паралич ниже пояса. Именно во время физической терапии, которую он проходил в связи с этой болезнью, в 1910 году Шоун впервые познакомился с танцами, обучаясь у Хейзел Уоллак, бывшей танцовщицы из Метрополитен-опера. В 1912 году Шон переехал в Лос-Анджелес, где стал частью выставочной труппы бальных танцев с Нормой Гулд, в качестве её партнёра.
Переехав в Нью-Йорк и встретив Рут Сен-Дени в 1914 году, Шоун осознал свой истинный потенциал художника. Они поженились спустя два месяца после знакомства 13 августа 1914 года. Сен-Дени была не только его партнёром, но и чрезвычайно ценным творческой отдушиной. Оба художника твёрдо верили в потенциал танца, как форму искусства, интегрированный в повседневную жизнь. Сочетание их взаимного артистического видения, а также бизнес-знаний Шоуна привело к тому, что в 1915 году пара открыла первую школу Денишоун (от соединения фамилий — Дени + Шон) в Лос-Анджелеск, штат Калифорния, с целью объединить танец вместе с телом, разумом и духом.
Школа «Денишоун» была законодателем американского направления танца модерн и воспитала таких лидеров этого направления, как Марта Грэм, Дорис Хамфри, Чарльз Вейдман и Ханья Хольм. Они довели технику «модерн-танца» до совершенства.
Известные спектакли, которые он поставил за время 17-летнего руководства школой Денишоун, включают «Призыв громовой птицы» (1917), соло «Американский танец» в исполнении Чарльза Вейдмана (1923), «Юлнар Морской», «Хочитль» в исполнении Марты Грэм (1920) и «Таинственный Дионисий».

## Стиль и техника исполнения
Шон и Рут Сен-Дени создали эклектичную танцевальную технику, включая балет (без обуви) и движение, которое фокусировалось меньше на напряжении и больше на расслаблении верхней части тела. Занятия в школе были крайне разнообразным — и даже эклектичным: йога, балет, этнические стили, религия, философия, принципы Дельсарта и многое другое.

## Шоун и его танцоры-мужчины
Школа Денишоун прекратила своё существование после разрыва Сен-Дени и Шоуна. В результате Шоун создал полностью мужскую танцевальную труппу, состоящую из студентов, которым он преподавал в Спрингфилдском колледже в Массачусетсе. Миссия Шоуна в создании этой труппы состояла в том, чтобы бороться за признание американского танцора-мужчины и донести информацию об искусстве с мужской точки зрения.

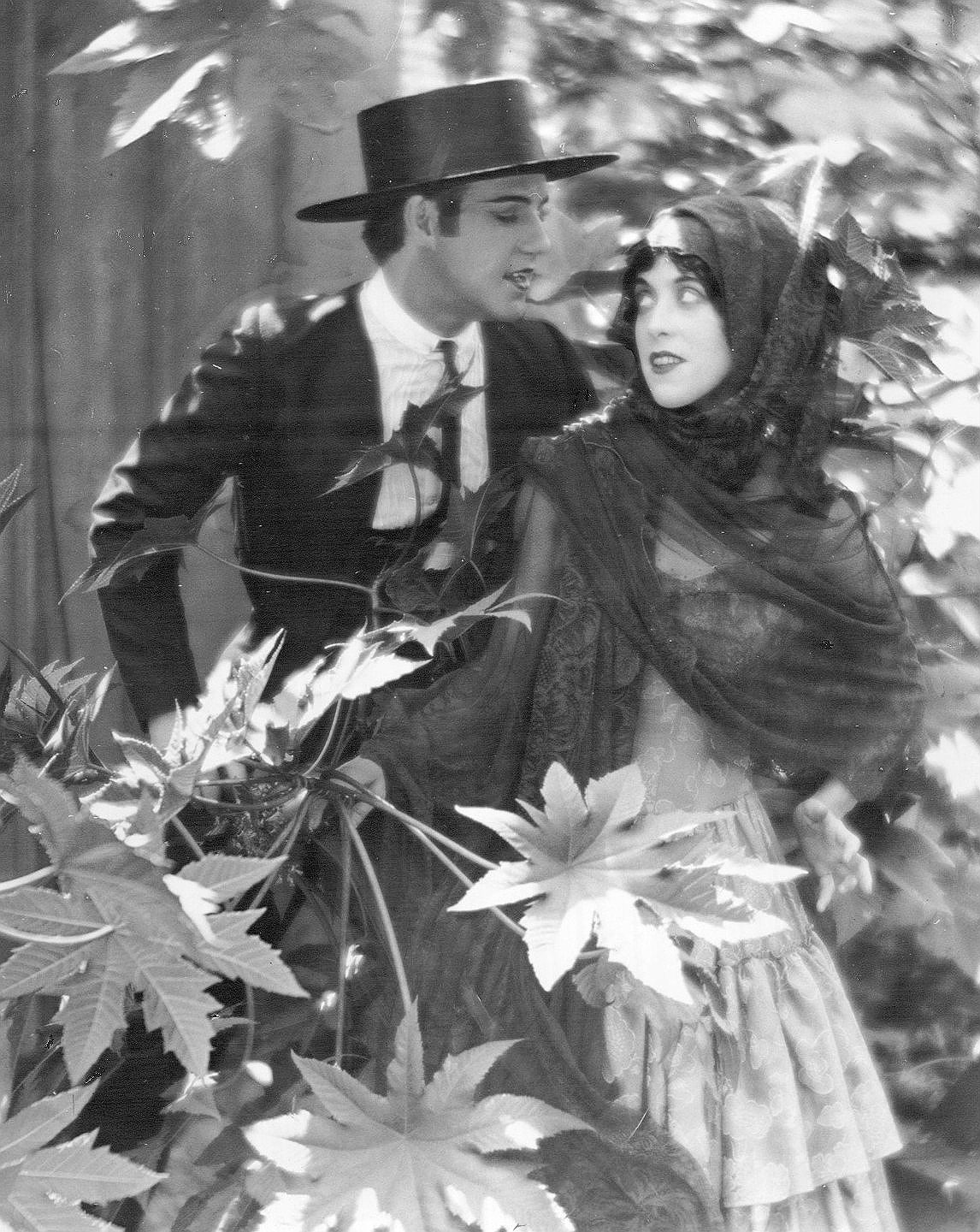
Тед Шоун и Марта Грэм

Труппа, состоящая исключительно из мужчин, была основана на ферме, которая была рассположена возле своего родного города Ли (Lee), штат Массачусетс. 14 июля 1933 года Тед Шоун и его танцоры впервые выступили на его ферме, которая позже будет известна, как место проведения Фестиваля Танца Джейкобса Пиллоу (Jacob’s Pillow). Шоун создал свои самые новаторские и противоречивые хореографии с этой труппой, такие как «Индийский танец понка», «Танец сингальского дьявола», «Война маори хака», «Индийский танец орла хопи», «Танцы копья Дьяка» и «Кинетический молпаи»(«Kinetic Molpai»). В своих постановках он использовал фольклор разных стран, в том числе американских индейцев. Он положил начало американскому профессиональному мужскому танцу. Труппа выступала в США и Канаде, гастролируя более чем в 750 городах, а также добилась международного успеха в Лондоне и Гаване. «Тед Шоун и его танцоры» выступили в общей сложности перед миллионом зрителей.
За годы существования труппы, любовь Шона к отношениям, созданным мужчинами в его танцах, вскоре переросла в любовь между ним и одним из членов его труппы, Бартоном Мумоу (1912—2001), которая длилась с 1931 по 1948 год. Бартон Мумоу являлся одной из ведущих звёзд труппы и считался «Американским Нижинским». Далее у Шоуна у Мумоу завязались отношения с Джоном Кристианом, режиссёром-постановщиком этой труппы. Позже Шоун установил партнёрские отношения с Кристианом, с которым он был вместе с 1949 года и до своей смерти в 1972 году.

## Джейкобс Пиллоу
С этой новой труппой началось создание Джейкобс Пиллоу (Jacob’s Pillow): танцевальной школы, ретрита и театра. В этих заведениях устраивались чаепития, которые со временем превратились в Фестиваль Танца Джейкобса Пиллоу (Jacob’s Pillow). Примерно в это же время Шоун создал «Школу танца для мужчин», которая способствовала продвижению мужского танца в колледжах по всей стране.
Шоун продолжал вести занятия в «Джейкобс Пиллоуа» в возрасте 80 лет всего за несколько месяцев до своей смерти. В 1965 году Шоун был лауреатом премии «Наследие» Национальной танцевальной ассоциации. Последнее его выступление состоялось в театре Теда Шоуна в Джейкобс Пиллоу, где он воссоединился со Сен-Дени на их пятидесятую годовщину.
В настоящее время в Саратога-Спрингс находится Национальный музей танца, единственный в Соединённых Штатах музей, посвящённый профессиональному танцу. В 1987 году Шоун был включён в Зал Славы Музея Мистера и миссис Корнелиус Вандербильт Уитни (Mr. & Mrs. Cornelius Vanderbilt Whitney Hall of Fame).